# San Giorgio dei Genovesi (Palermo)

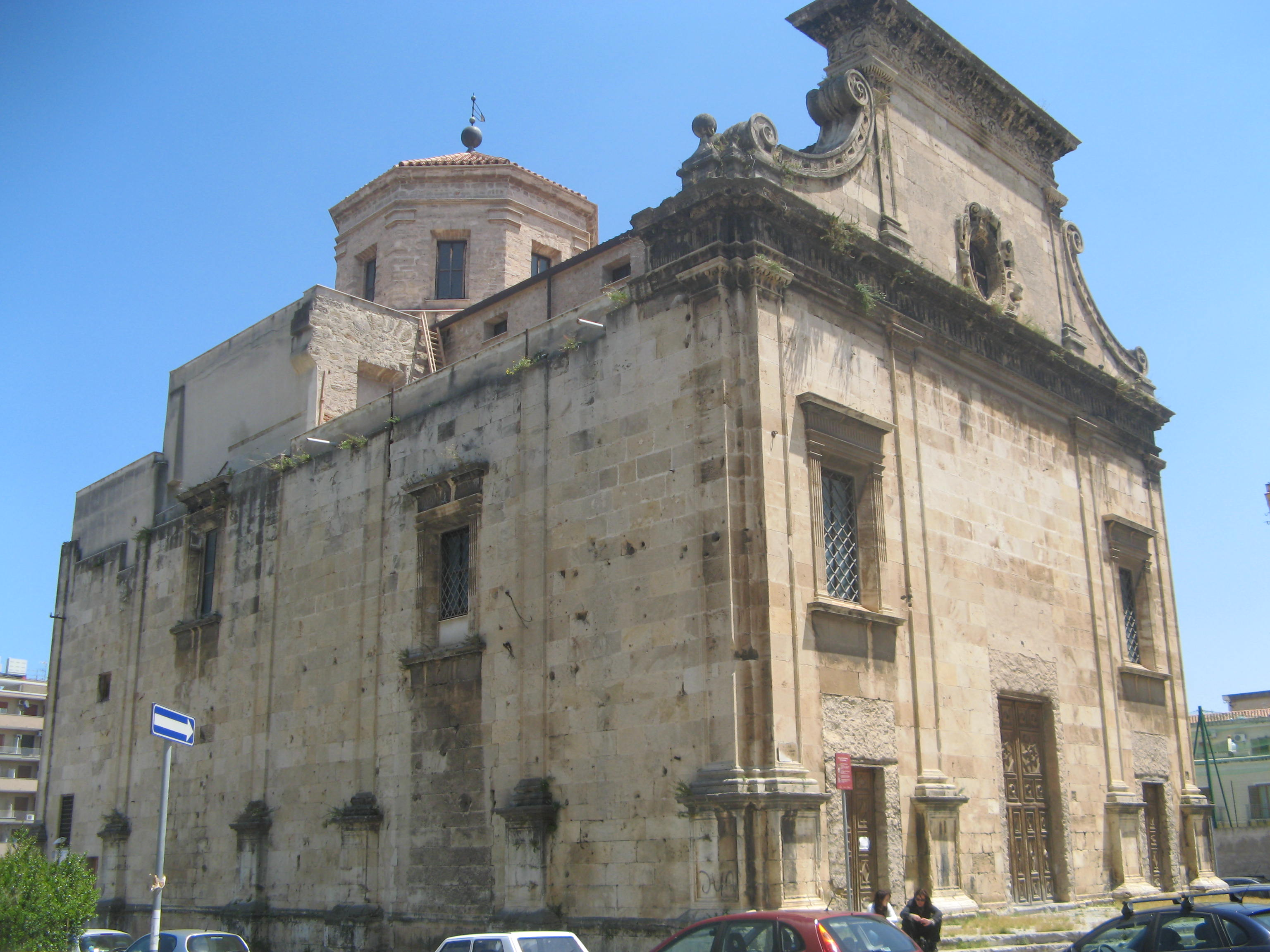
Chiesa San Giorgio Genovesi (Palermo)

San Giorgio dei Genovesi ist eine Kirche der Renaissance in Palermo.
Die Kirche wurde zwischen 1575 und 1596 im Stil der Renaissance vom piemontesischen Architekten Giorgio di Faccio im Stadtteil Loggia von Palermo in der Nähe der damals neu geschaffenen Hafenpiers erbaut. 
Auftraggeber für den Kirchenbau waren die Bankiers und Kaufleute von Genua, die nach dem politischen und wirtschaftlichen Niedergang Pisas im Königreich Neapel und auf Sizilien eine führende Rolle in den Handelsaktivitäten und Bankgeschäften übernommen hatten. Die Rolle der San Giorgio als Hauskirche der handelstüchtigen Genuesen unterstreicht ihre Widmung an den streitbaren Sankt Georg, der auch Namensgeber einer der wichtigsten Banken Europas (Banco di San Giorgio) war. 
Die schlichte, nur durch zwei Lisenen und durch ausladendes Gebälk gegliederte Fassade ist beispielgebend für mehrere Renaissancekirchen auf Sizilien.
Der dreischiffige Innenraum ist Begräbnisstätte zahlreicher Genueser, deren Grabplatten aus dem 16. bis 18. Jahrhundert den Boden und die Kirchenwände zieren. Die prominenteste Person unter ihnen ist die berühmte Malerin Sofonisba Anguissola, die den reichen sizilianischen Edelmann Don Fabrizio di Moncada geheiratet hatte.

## Gemälde
- Jacopo Palma „Il Giovane“: „Das Martyrium des Heiligen Georg“ und „Taufe Christi“
- Filippo Paladini: „Lukas malt die Madonna“
- Jacopo da Empoli: „Martyrium des San Vincenzo di Zaragoza“
- Luca Giordano: „Rosenkranzmadonna und Heilige“
- Giovanni Andrea De Ferrari: „Die Himmelskönigin von Genua“